# 榊素寛
榊 素寛（さかき もとひろ、1976年 - ）は、日本の法学者。専門は商法、特に保険法、運送法。神戸大学教授。落合誠一門下。

## 経歴
- 1995年 - 熊本県立熊本高等学校卒業
- 1999年 - 東京大学法学部卒業
- 1999年 - 東京大学大学院法学政治学研究科助手（学士助手）
- 2002年 - 神戸大学大学院法学研究科助教授
- 2007年 - 神戸大学大学院法学研究科准教授
- 2015年 - 神戸大学大学院法学研究科教授

## 主要研究業績
- 「告知義務の意義とその限界(一)～(三)」法学協会雑誌120巻3号、122巻6号、12号(2003ー2005年)
- 「特別解約権の基礎」『落合誠一先生還暦記念・商事法への提言』(2004年)所収
- 「保険料のリベート規制の根拠に関する批判的考察(一)（二・完）」損害保険研究67巻4号、68巻1号(2006年)
- 「故殺・自殺・保険事故招致免責の法的根拠」『江頭憲治郎先生還暦記念・企業法の理論（下）』(2007年)所収
- 「同時多発テロの私法的側面―巨大不法行為・保険・被害者救済の交錯」岩原紳作＝山下友信＝神田秀樹編『会社・金融・法〔下巻〕』（2013）所収
- 「給付の調整における生命保険の位置づけ―同時多発テロ被害者救済基金が提起した問題」落合誠一先生古稀記念『商事法の新しい礎石』（2014年）所収
- 「民事責任のある世界とない世界、そして保険」岸田雅雄先生古稀記念論文集『現代商事法の諸問題』（2016年）所収